# Хаскелл, Нейт
Натаниэ́ль «Нейт» Ха́скелл (англ. Nathaniel «Nate» Haskell; род. 25 июля 1980, Бемиджи, Миннесота) — американский кёрлингист.
В составе смешанной парной сборной США участник чемпионата мира 2008 (заняли пятнадцатое место). Чемпион США среди смешанных пар.

## Достижения
- Чемпионат США по кёрлингу среди смешанных пар: золото (2008), серебро (2009).

## Команды
| Сезон                                               | Четвёртый      | Третий          | Второй            | Первый         | Запасной            | Турниры                            |
| --------------------------------------------------- | -------------- | --------------- | ----------------- | -------------- | ------------------- | ---------------------------------- |
| 2006—07                                             | Эрик Фенсон    | Matt Stevens    | Cody Stevens      | Нейт Хаскелл   |                     | [ 4 ]                              |
| 2007—08                                             | Эрик Фенсон    | Matt Stevens    | Cody Stevens      | Нейт Хаскелл   |                     |                                    |
| 2012—13                                             | Tom Scott      | Benjamin Wilson | Tony Wilson       | Нейт Хаскелл   |                     | [ 5 ]                              |
| Кёрлинг среди смешанных команд (mixed curling)      |                |                 |                   |                |                     |                                    |
| 2003—04                                             | Quentin Way    | Касси Джонсон   | Натаниэль Хаскелл | Джейми Джонсон | тренер: Liz Johnson | ЧСШАСК 2004 (??? место)            |
| Кёрлинг среди смешанных пар (mixed doubles curling) |                |                 |                   |                |                     |                                    |
| 2007—08                                             | Джейми Хаскелл | Нейт Хаскелл    |                   |                | тренер: Liz Johnson | ЧСШАСП 2008 · ЧМСП 2008 (15 место) |
| 2008—09                                             | Джейми Хаскелл | Нейт Хаскелл    |                   |                |                     | ЧСШАСП 2009                        |

(скипы выделены полужирным шрифтом)

## Частная жизнь
Женат, жена Джейми Хаскелл, тоже кёрлингистка, участница зимних Олимпийских игр 2006; они вместе выиграли чемпионат США среди смешанных пар 2008, а затем выступали как смешанная парная сборная США на чемпионате мира среди смешанных пар 2008 (при этом тренером команды была Лиз Джонсон — мать Джейми).
Окончил Бемиджийский государственный университет (англ. en:Bemidji State University). Работает финансовым советником (англ. Financial advisor) в компании Edward Jones Investments.